# Nicole Trunfio
Nicole Trunfio (* 16. března 1986 Merredin, Austrálie) je australská modelka.

## Kariéra
Svou kariéru začala, když vyhrála třetí sérii australského pořadu Super Model of Australia, a v roce 2002 skončila jako druhá v mezinárodní soutěži Supermodel of the World. Pracuje jako modelka pro módní značky, jako jsou Chanel, Dolce & Gabbana, Versace, Christian Dior, Gucci, Fendi, Missoni, Roberto Cavalli, Vivienne Westwood, Victoria's Secret, objevila se v kampaních pro Karla Lagerfelda, Lacoste. Dále pózovala pro Harper's Bazaar, italský a britský Vogue. Také se zajímá o herectví, několik let jej studovala v New Yorku. Je také poradcem v profesionálním modelingu.

## Soukromý život
Nicole Trunfio žije se svým dlouholetým partnerem, americkým hudebníkem Gary Clarkem. 11. ledna 2015 se páru narodil chlapec Zion Rain a v říjnu 2017 oznámili, že čekají druhého potomka, tentokrát dceru.